# 밀회 (1954년 영화)
《밀회》(Monsieur Ripois)는 영국에서 제작된 르네 클레망 감독의 1954년 코미디, 드라마 영화이다. 제라르 필립 등이 주연으로 출연하였다.
이 영화는 1954년 칸 영화제에 출품되었으며 심사위원대상을 받았다.

## 출연

### 주연
- 제라르 필립
- 밸러리 홉슨
- 조안 그린우드